# Neoheterospilus subtropicalis
Neoheterospilus subtropicalis är en stekelart som beskrevs av Sergey A. Belokobylskij 2006. Neoheterospilus subtropicalis ingår i släktet Neoheterospilus och familjen bracksteklar. Inga underarter finns listade i Catalogue of Life.